# Epipteromalus bengalensis
Epipteromalus bengalensis is een vliesvleugelig insect uit de familie Pteromalidae. De wetenschappelijke naam is voor het eerst geldig gepubliceerd in 2009 door Sureshan & Talukdar.